# Porpác
Porpác è un comune dell'Ungheria di 156 abitanti (dati 2001). È situato nella contea di Vas.